# Sztojka László
Sztojka László (Dés, 1909. november 13. – Kolozsvár, 1986. március 14.) erdélyi magyar költő, újságíró.

## Életútja, munkássága
Középiskoláit Désen kezdte és Kolozsváron, a Református Kollégiumban végezte (1928). 1929-től újságíró volt, többek között a szociáldemokrata Munkás, az Ellenzék (Ellenzék, Brassói Lapok, Erdélyi Szemle, Keleti Újság, Bácsmegyei Napló, Népújság, Nagyváradi Napló, Független Újság munkatársa. A dési Szamosmente főmunkatársa (1931–35); felelős szerkesztőként jegyezte a Szamosvölgyi Naplót (1934–38), a Figyelőt (1936–39) és a Szamos-vidéket (1942–1944. március).
A verselgető diákot Kosztolányi Dezső és Benamy Sándor biztatta. A kolozsvári Új Kelet 1934-ben írta: a szerző „…a fiatal magyar generáció egyik jeles lírikusa, akiben napjaink pesszimizmusa egybefonódik egy jobb jövő bizakodásával”. Két versét Mai fiatal magyar költők c. összeállításában a Korunk is közölte (1938/6, 1939/11), ekkoriban rendezte sajtó alá Barta Sándor Új Júdea c. regényét (Kolozsvár, 1938).
1944-ig összesen 12 kötete jelent meg, ebből kettő színpadi mű, egy novelláskötet.
1945-ben a Kolozsvárt indult Világosság munkatársa lett, amely legelső számában közölte Adjátok vissza már a fényt c. versét. Később kistisztviselő volt; az Igazság, Utunk, Ifjúmunkás, Előre, a budapesti Élet és Irodalom, Művészet közölte írásait, Ady Endre zilahi éveire és csucsai tartózkodásaira vonatkozó ismeretlen adalékait (Igazság, 1956. augusztus 2., Élet és Irodalom 1959/2, Utunk, 1959/9).

## Kötetei
- Írások könyve (versek, prózai írások, Kolozsvár, 1930)
- Sikolt a lélek (versek, Szamosújvár 1934)
- Tárogató (versek, Szamosújvár, 1935)
- Ember (új versek, Szamosújvár, 1936)
- Férfiének (Dés, 1938)
- Béke (versek, Dés, 1939)
- Nem lesz nyár... / Villon s a várúr leánya. Két lírai kép (Dés, 1940)
- Segíts, föld! (versek, Dés, 1941)
- Hajnali csoda (novellák, Dés, 1942)
- Őr (versek, Dés, 1943)
- Üzenet (új versek, Kolozsvár, 1944)
- Pergő idő (válogatott versek, 1934–67. Bukarest, 1968)
- A moldvai deák naplója (regény, Bukarest, 1968)
- Világ szelében (versek, Bukarest, 1986)